# Gerhard Hafström
Adolf Gerhard Gunnarsson Hafström, född den 27 mars 1904 i Stockholm, död den 29 augusti 1985 i Oscars församling, Stockholm, var en svensk jurist.
Hafström blev juris kandidat 1929, filosofie licentiat 1938, filosofie doktor och docent vid Stockholms högskola 1950, juris licentiat 1951, professor i rättshistoria vid Lunds universitet 1955 (tillförordnad 1952), emeritus 1970. Han var tingsnotarie 1930–1932, sekreterare vid Stockholms högskola 1934–1939, vid Stockholms högskolors rektorskonvent 1944–1955, kapten i Svea artilleriregementes reserv, sekreterare i Svenska kommittén för nordiskt akademiskt samarbete 1935–1970, i Institutet för rättshistorisk forskning 1955–1972 och ledamot i Lunds domkapitel 1961–1970.
Hafström var 1940–1945 ledamot av styrelsen för Samfundet Nordens Frihet. Han var redaktör för Svensk tidskrift 1948–1956. Hafström blev ledamot av Samfundet för utgivande av handskrifter rörande Skandinaviens historia 1952, Vetenskapssocieteten i Lund 1955 och Humanistiska Vetenskapssamfundet i Lund 1956. Han blev juris hedersdoktor i Lund 1958, riddare av Kungliga Vasaorden 1950 och av Kungliga Nordstjärneorden 1959.
Hafström skrev Nils Dacke före Dackefejden (1929), Ledung och marklandsindelning (1949), Justitiekanslern och Fersenska mordet (1950), Den uppländska sockenindelningen (1951), Hamarskipt (1951), Vängåvan (samma år), Forsaristningens tolkning (1957), Hatt och huva (1958), Den svenska fastighetsrättens historia (1970), Land och lag (1970), De svenska rättskällornas historia (1973), Den svenska familjerättens historia (1974), Rättshistoriska perspektiv (festskrift 1984) och ett flertal historiska och rättshistoriska uppsatser och mindre arbeten.
Gerhard Hafström var brorson till Arthur Hafström, bror till Torsten Hafström samt far till Marie och Jonas Hafström. Han är begraven på Norra begravningsplatsen utanför Stockholm.